# Eduardo Di Capua
Eduardo Di Capua (Napoli, 12 maggio 1865 – Napoli, 3 ottobre 1917) è stato un compositore italiano di musica napoletana.

## Biografia
Nato nella città partenopea nel 1865, Di Capua studiò al conservatorio di San Pietro a Majella di Napoli, ma fu costretto ad abbandonare gli studi per seguire in tournée per l'Europa il padre Giacobbe, un violinista. Nei viaggi con il padre il giovane Eduardo iniziò a comporre musica. Di Capua ebbe per tutta la vita il vizio del gioco, che lo portò ad avere un'infelice situazione economica. Fu tuttavia grazie al gioco che conobbe il poeta Vincenzo Russo, col quale ebbe una collaborazione artistica. Insieme composero canzoni come A serenata d' 'e rose, I' te vurria vasà, Torna Maggio, Chitarrata, Maria Marì.
Il più grande successo di Di Capua fu la collaborazione col poeta Giovanni Capurro. Insieme, infatti, realizzarono la canzone 'O sole mio. Di Capua ebbe l'idea per, la melodia, in occasione di un viaggio ad Odessa. Il suo straordinario successo tuttavia non portò ricchezza allo sfortunato compositore, che continuò a giocare vanamente al lotto, sperando in un terno vincente che non arrivò mai. Morì a Napoli il 3 ottobre del 1917.